# Canal Gand-Bruges
Le canal Gand-Bruges est un canal de Belgique qui relie la ville de Gand à la ville de Bruges.

## Géographie
À Bruges, il est connecté avec trois autres canaux: le canal de Damme, le canal Bruges-Ostende et le canal Baudouin.